# Fitampoha
La fitampoha è una cerimonia tradizionale della popolazione Sakalava del Madagascar. Il rito principale della cerimonia consiste nel bagno delle reliquie degli antichi re Sakalava nelle acque del fiume Tsiribihina, sulle cui sponde sorse l'antico regno Sakalava di Menabe. La venerazione degli antichi re è rivolta innanzitutto ad Andriamisara I, da cui discendono le famiglie reali di entrambi i regni Sakalava, quello di Menabe e quello di Boina. La cerimonia si teneva tradizionalmente ogni due anni; oggi si tiene ogni cinque anni, a Belo Sur Tsiribihina.